# Pobeda (rejon Grigoriopol)
Pobeda (ros. Победа, Pobieda) – wieś w Mołdawii (Naddniestrzu), w rejonie Grigoriopol, w gminie Colosova. W 2004 roku liczyła 37 mieszkańców.

## Położenie
Miejscowość znajduje się na lewym brzegu Dniestru, pod faktyczną administracją Naddniestrza, w odległości 39 km od Grigoriopola i 76 km od Kiszyniowa.

## Historia
Wieś powstała na początku XX wieku. W okresie sowieckim w miejscowości istniała brygada kołchozu Colosova, który swoją siedzibę miał w miejscowości Colosova.

## Demografia
Według danych spisu powszechnego w Naddniestrzu w 2004 roku wieś liczyła 37 mieszkańców, z czego większość, 20 osób, stanowili Ukraińcy.